# Gisements de la région d'Orce

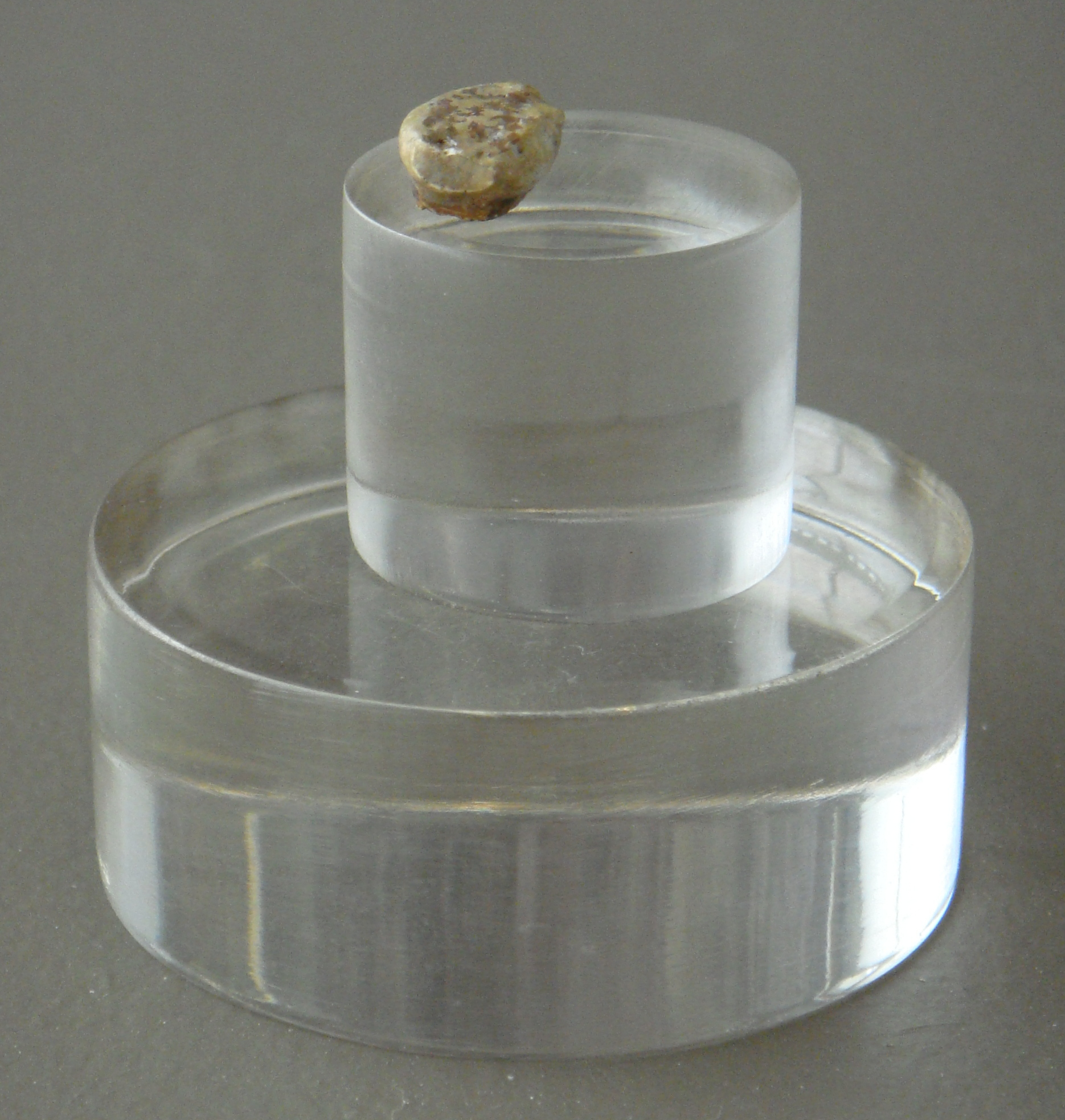
Réplique de la dent de lait BL02-J54-100 de l'enfant d'Orce datée d'environ 1.4 Ma

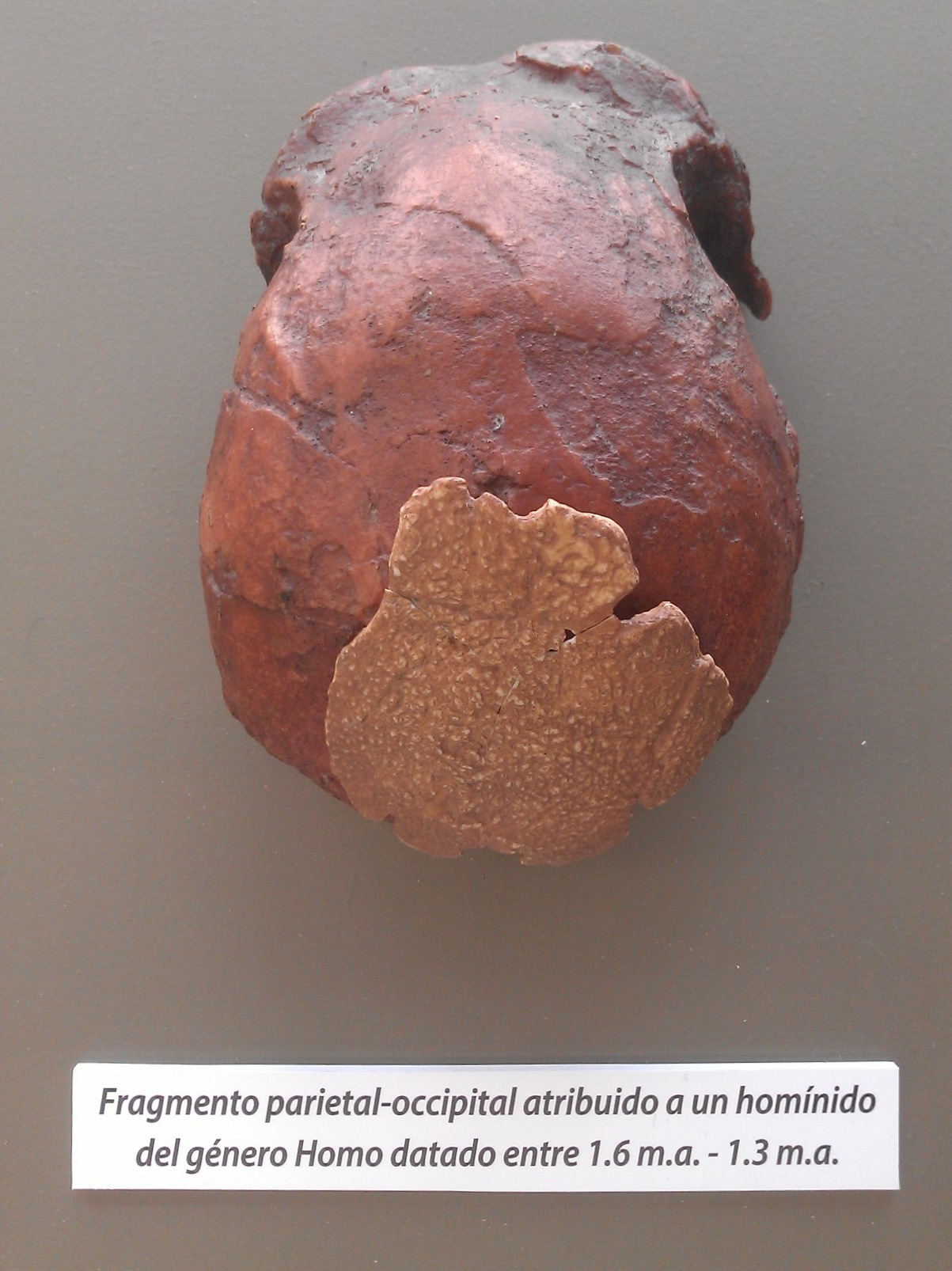
Réplique du crâne VM-0 de l'homme d'Orce daté d'1,6 à 1.3 Ma

Les gisements de la région d'Orce sont un ensemble de sites archéologiques et paléontologiques situés à proximité d'Orce, dans la province de Grenade en Espagne. Ils ont produit une grande quantité de fossiles et d'outils de pierre du Pléistocène inférieur. Parmi eux deux fossiles humains pourraient être parmi les plus anciens d'Europe découverts à ce jour, aux côtés des vestiges humains de Pirro Nord (Italie) et de Kozarnika (Bulgarie) : le crâne de l'homme d'Orce et la dent de l'enfant d'Orce.

## Gisements

### Barranco León
Barranco León est une crique dans la rivière d'Orce, dont la stratigraphie se compose de cinq couches (BL1 à BL5). BL1 contient des restes de faunes mal conservés et BL5 des restes de mammifères et d'outils de pierre. C'est là qu'a été découverte en 2002 une dent de lait, le fossile BL02-J54-100, appelée enfant d'Orce. Elle fut reconnue comme humaine en 2008. Elle est datée d'environ 1,4 Ma. L'ensemble des résultats ont été révélés à la communauté scientifique en juillet 2013.

### Venta Micena
Premier des sites de fouilles dans la région d'Orce, c'est là que fut découvert en 1982 le crâne de l'homme d'Orce, VM-0. On y trouve des restes de mammifères et des outils de pierre.

### Barranco del Paso
On y trouve de même des outils de pierre.

### Fuente Nova 3
Ce site, riche en fossiles de mammifères et en outils de pierre, fut découvert par hasard en 1992.